# ポリマーブレンド
材料工学において、ポリマーブレンドは金属の合金のように、複数のポリマーを混合することによって元のポリマーとは異なる新しい物性をもたせた材料の事である。

## 歴史
1940年代から60年代にかけて、新しいモノマーの商業的な開発による新規なポリマーの創出は果てのないものに思われたが、この時期に既存のポリマーを改質する新しい技術が経済的に実行可能であることが発見された。
ポリマーを改質するために最初に開発された手法は重合によって改質する手法である、言い換えると、複数のポリマーユニットを共重合によって組み合わせる方法である。
共重合とは違う、単純に２つのポリマーを機械的に混合する事による改質手法がトーマス・ハンコック（英語: Thomas Hancock）によって発見された。Hancockはガタパーチャから作られる複数の天然ゴムを混ぜ合わせることで、これまでないに機能を持つ混合物を生み出した。この手法の開発によって、ポリマーブレンドと呼ばれる新しい樹脂の分類が誕生した。

## 基本的な原理
ポリマーブレンドは以下の3つに大別することが出来る。
- 非相溶系ポリマーブレンド（不均質ポリマーブレンド） : ２つの違う種類のポリマーをただ単に混ぜ合わせたものは、大抵がこの区分に該当することになる。２つのポリマーが単に混ざっているだけなので、それぞれのポリマー種に由来する２つの独立したガラス転移温度が観測される。
- 相溶化されたポリマーブレンド(compatible polymer blends) : 化学的には相溶性ではない２つのポリマーを非常に細かく混ぜ合わせることで、マクロには均一な材料としての物性を示すようになったもの。[3]
- 相溶性ポリマーブレンド（均一系ポリマーブレンド、Miscible polymer blends) : 均一な相構造をもつポリマーブレンド。この場合は単一のガラス転移温度が観測される。

ポリマーアロイとポリマーブレンドを同じ概念の言い換えとして使う事は推奨されない。
ポリマーアロイは複数の相に相分離したブロック共重合体の純物質（単一成分からなるためポリマーブレンドではない）を概念として含むが、相溶化されていない(Incompatibleな)ポリマーブレンドは含まれない。
相溶性ポリマーブレンドの例
- ホモポリマー–ホモポリマー:
  - ポリフェニレンオキシド（英語: polyphenylene oxide） (PPO) – ポリスチレン (PS): GE プラスチックス（現在はSABIC傘下）によって1966年に開発されたNORYL（英語: Noryl）として知られる。NORYLを構成する２つのポリマーの相溶性は、どちらのポリマー鎖の構成単位にも芳香環があることに起因している。
  - ポリエチレンテレフタラート (PET) – ポリブチレンテレフタレート (PBT)
  - ポリメタクリル酸メチル樹脂 (PMMA) – ポリフッ化ビニリデン (PVDF)
- ホモポリマー–コポリマー:
  - ポリプロピレン (PP) – エチレンプロピレンゴム(EPDM)
  - ポリカーボネート (PC) – アクリロニトリル・ブタジエン・スチレン (ABS): Bayblend, Pulse, Anjablend A

ポリマーブレンドは熱可塑性エラストマーとしても利用される。